# Wszystko jest względne. 14 mrocznych opowieści
Wszystko jest względne. 14 mrocznych opowieści – tytuł zbioru opowiadań Stephena Kinga opublikowanych w 2002.

## Spis opowiadań
- Prosektorium numer cztery (Autopsy Room Four)
- Człowiek w czarnym garniturze (The Man in the Black Suit)
- Wywiozą ci wszystko, co kochasz (All That You Love Will Be Carried Away)
- Śmierć Jacka Hamiltona (The Death of Jack Hamilton)
- W sali egzekucyjnej (In the Deathroom)
- Siostrzyczki z Elurii (The Little Sisters of Eluria)
- Wszystko jest względne (Everything's Eventual)
- Teoria zwierząt domowych L.T. (L.T.'s Theory of Pets)
- Drogowy wirus zmierza na północ (The Road Virus Heads North)
- Obiad w Gotham Cafe (Lunch at the Gotham Cafe)
- To wrażenie można nazwać tylko po francusku (That Feeling, You Can Only Say What It Is in French)
- 1408 (1408)
- Jazda na kuli (Riding the Bullet)
- Szczenśliwa (sic!) Moneta (Luckey Quarter)

## Ekranizacje
W 2004 na ekran zostało przeniesione opowiadanie "Jazda na kuli" (reż. Mick Garris)
W 2007 roku zekranizowane zostało opowiadanie "1408" w reżyserii Mikaela Håfströma z Johnem Cusackiem i Samuelem L. Jacksonem w rolach głównych.